# Shire of Dowerin
Shire of Dowerin is een Local Government Area (LGA) in de regio Wheatbelt in West-Australië.

## Geschiedenis
Op 3 november 1911 werd het Dowerin Road District opgericht. Het veranderde van naam op 23 juni 1961 en werd de Shire of Dowerin.

## Beschrijving
Shire of Dowerin is een landbouwdistrict in de West-Australische regio Wheatbelt. De economische activiteit bestaat hoofdzakelijk uit de teelt van granen en de kweek van schapen. Shire of Dowerin telde 715 inwoners in 2021. De hoofdplaats is Dowerin.

## Plaatsen, dorpen en lokaliteiten
- Dowerin
- Amery
- Ejanding
- Koomberkine
- Manmanning
- Minnivale
- Ucarty

## Bevolkingsaantal
| Jaar | Bevolkingsaantal |
| ---- | ---------------- |
| 1921 | 1.063            |
| 1933 | 1.475            |
| 1947 | 1.152            |
| 1954 | 1.311            |
| 1961 | 1.392            |
| 1966 | 1.300            |
| 1971 | 1.071            |
| 1976 | 1.070            |
| 1981 | 998              |
| 1986 | 961              |
| 1991 | 881              |
| 1996 | 817              |
| 2001 | 782              |
| 2006 | 702              |
| 2011 | 678              |
| 2016 | 690              |
| 2021 | 715              |